# Distrikt Santiago de Pischa
Der Distrikt Santiago de Pischa liegt in der Provinz Huamanga in der Region Ayacucho in Südzentral-Peru. Der Distrikt wurde am 2. Januar 1857 gegründet. Der Distrikt hat eine Fläche von 93,2 km². Beim Zensus 2017 wurden 1515 Einwohner gezählt. Im Jahr 1993 lag die Einwohnerzahl bei 895, im Jahr 2007 bei 1467 Einwohnern. Die Distriktverwaltung befindet sich in der 3188 m hoch gelegenen Ortschaft San Pedro de Cachi mit 227 Einwohnern (Stand 2017). San Pedro de Cachi liegt 20 km westnordwestlich der Provinz- und Regionshauptstadt Ayacucho (Huamanga).

## Geographische Lage
Der Distrikt Santiago de Pischa liegt im Andenhochland im Nordwesten der Provinz Huamanga. Der Río Cachi fließt in einem Rechtsbogen um den Distrikt und begrenzt diesen somit im Westen, im Norden und im Nordosten.
Der Distrikt Santiago de Pischa grenzt im Südwesten an den Distrikt Santo Tomás de Pata, im Westen an den Distrikt San Antonio de Antaparco, im Nordwesten an den Distrikt Julcamarca sowie im Nordosten an den Distrikt Chincho (alle genannten Distrikte gehören zur Provinz Angaraes). Außerdem grenzt der Distrikt im Südosten und im Süden an den Distrikt San José de Ticllas.

## Ortschaften
Neben dem Hauptort gibt es noch folgende größere Ortschaften im Distrikt:
- Ccayarpachi (489 Einwohner)
- Laramate
- Santa Rosa de Pihuan
- Santiago de Colca
- Santiago de Pischa
- Tetemina